# 米爾斯塔特 (伊利諾伊州)
米爾斯塔特（英語：Millstadt）是位於美國伊利諾伊州聖克萊爾縣的一個村落。

## 地理
米爾斯塔特的座標為38°27′34″N 90°05′39″W / 38.45944°N 90.09417°W，而該地最高點為海拔高度184米（即604英尺）。

## 人口
根據2010年美國人口普查的數據，米爾斯塔特的面積為8.68平方千米，當中陸地面積為8.25平方千米，而水域面積為0.43平方千米。當地共有人口4011人，而人口密度為每平方千米462人。